# Hizb-ul-Mujahideen
Hizb-ul-Mujahideen és una de les principals organitzacions guerrilleres del Caixmir, partidària de la unió al Pakistan.
Es va fundar el setembre de 1989. El seu primer cap fou Master Ahsan Dar (detingut el 1993) que abans havia militat a Jamaat-e-Islami, que va actuar de fet com a branca política. Fou ajudat pels serveis secrets per debilitar al Front d'Alliberament de Jammu i Caixmir, que demanava la independència contra les ordres del govern pakistanès. El seu nom inicial fou Al Badr (Mujahideen Al-Badar) 
El 1990 Mohammed Yusuf Shah (Syed Salahuddin) fou nomenat patró (una espècie de president) i Hilal Ahmed Mir fou nomenat cap. El 1991 es va dividir en dos faccions, la de Salahuddin i la Hilal Ahmed Mir; aquest darrer va morir el 1993 i Salahuddin es va fer amb tota l'organització; el patró va passar a ser Ghulam Nabi Nausheri i el comandant en cap Abdul Majeed Dar fins al 2002 (assassinat el 2003), després Saif-ul-Islam àlies Ghulam Rasool Khan àlies "Engenyer Zaman", que va morir en combat el 2 d'abril de 2003 i el va substituir Ghazi Nasiruddin.
El 24 de juliol del 2000 el salar-e-ala (comandant en cap), Abdul Majeed Dar, va oferir una treva al govern però Salahuddin, encara que primer va acceptar, després (agost) va rebutjar. Salahuddin era ara president de la Muttahida Jihad Council. Això va portar a una lluita pel poder en Salahuddin i Majeed Dar (comandant a d'interior) que va acabar amb l'expulsió del darrer el 2002 i el seu assassinat el 2003. Els seguidors de Dar van formar una facció i no és clar com ha evolucionat la situació a l'interior.